# Maroussino (oblast de Novossibirsk)
Maroussino (en russe : Марусино) est un village de Russie situé dans l'oblast de Novossibirsk.

## Géographie
Maroussino se trouve au nord-ouest de l'oblast de Novossibirsk. 

## Population
Recensements (*) et estimations de la population,,: 
|       | \| 2002* \| 2010* \| 2021* \| \| ----- \| ----- \| ----- \| \| 1 721 \| 1 933 \| 3 690 \| |       |
| 2002* | 2010*                                                                                     | 2021* |
| 1 721 | 1 933                                                                                     | 3 690 |